# A verda horda – Adj el, vagy hullj el!
A verda horda – Adj el, vagy hullj el! (eredeti címe: The Goods: Live Hard, Sell Hard) 2009-ben bemutatott amerikai filmvígjáték, amelyet Neal Brennan rendezett.
A főbb szerepekben Jeremy Piven, Ving Rhames, James Brolin, David Koechner, Kathryn Hahn, Ed Helms, Jordana Spiro és Craig Robinson látható. Eredetileg The Goods: The Don Ready Story lett volna a film címe, de végül megváltoztatták.
Az Amerikai Egyesült Államokban 2009. augusztus 14-én mutatták be, összességében negatív kritikákat kapott.

## Szereplők
| Színész              | Szerep                                 | Magyar hang         |
| -------------------- | -------------------------------------- | ------------------- |
| Jeremy Piven         | Don "The Goods" Ready (Big Boy Donnie) | Csőre Gábor         |
| Ving Rhames          | Jibby Newsome                          | Vass Gábor          |
| James Brolin         | Ben Selleck                            | Barbinek Péter      |
| David Koechner       | Brent Gage                             | Bácskai János       |
| Kathryn Hahn         | Babs Merrick                           | Kocsis Mariann      |
| Ed Helms             | Paxton Harding                         | Rajkai Zoltán       |
| Jordana Spiro        | Ivy Selleck                            | Mezei Kitty         |
| Tony Hale            | Wade Zooha                             | Sörös Miklós        |
| Ken Jeong            | Teddy Dang                             | Szokol Péter        |
| Rob Riggle           | Peter Selleck                          | Hegedüs Miklós      |
| Alan Thicke          | Stu Harding                            | Cs. Németh Lajos    |
| Charles Napier       | Dick Lewiston                          | Várkonyi András     |
| Jonathan Sadowski    | Blake                                  | Vári Attila         |
| Noureen DeWulf       | Heather                                | Sallai Nóra         |
| Wendie Malick        | Tammy Selleck                          | Csizmadia Gabriella |
| Craig Robinson       | D.J. Request                           | Seder Gábor         |
| Bryan Callen         | Jason Big Ups!                         |                     |
| Joey Kern            | Ricky Big Ups!                         |                     |
| Matt Walsh           | Ortiz kapitány                         |                     |
| Ian Roberts          | Gary, Selleck egyik ügyfele            |                     |
| Kristen Schaal       | Stacey, a stewardess                   | Pupos Tímea         |
| Christopher Gartin   | A férj, Selleck egyik ügyfele          |                     |
| Jessica St. Clair    | A feleség, Selleck egyik ügyfele       |                     |
| Morgan Murphy        | pincér                                 |                     |
| Gwen Stewart         | McDermott Angel                        | Sági Tímea          |
| T. J. Miller         | Cessna Jim                             |                     |
| Molly Erdman         | Zooha, Selleck ügyfele                 |                     |
| Paul Lieberstein     | Selleck utolsó ügyfele                 |                     |
| Will Ferrell         | Craig McDermott                        | Kerekes József      |
| Gina Gershon         | N/A                                    |                     |
| Bradley Steven Perry | ifjú Don Ready                         |                     |
| Kulap Vilaysack      | második számú ügyfél                   |                     |

## Fogadtatás
A film nagyrészt negatív kritikákat kapott. A Rotten Tomatoes honlapján 27%-ot ért el, 101 kritika alapján, és 4.1 pontot szerzett a tízből. A Metacritic oldalán 39 pontot szerzett a százból, 23 kritika alapján.